# Stawy Bobrowickie

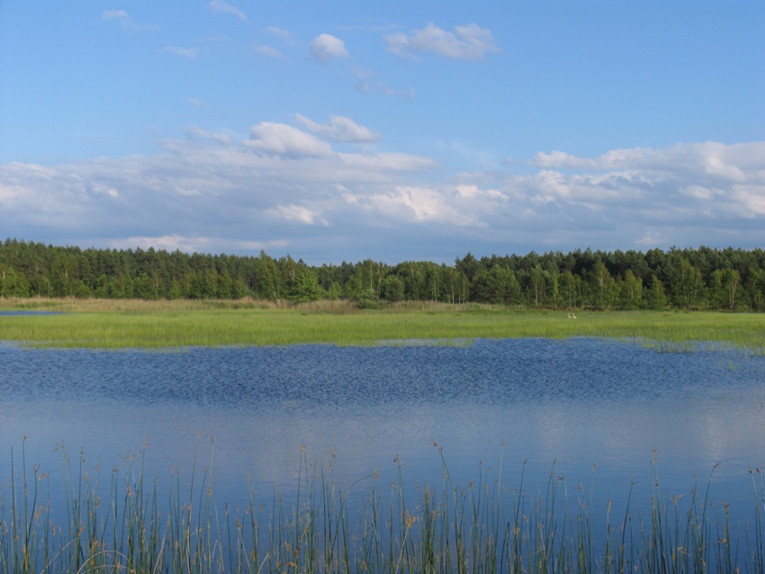
Użytek ekologiczny „Łabędzi Staw” na Stawach Bobrowickich

Stawy Bobrowickie – stawy położone w północnej części Borów Dolnośląskich, na terenie Nadleśnictwa Szprotawa i gminy Małomice. Stanowią kompleks śródleśnych dawnych stawów hodowlanych, spiętych w system paciorkowy.
Są jednymi z najbardziej wartościowych elementów biosfery i podlegają ochronie obszarowej w formie użytków ekologicznych. Użytki ekologiczne „Łabędzi Staw” i „Żurawie Bagno” obejmują przestrzeń otwartą w zwartym kompleksie leśnym, z roślinnością wysoką wód stojących. Jest to miejsce lęgów i bytowania żurawia, łabędzia niemego i innego ptactwa wodnego, a jednocześnie łowisko bielika.
Stanowisko występowania traszki zwyczajnej, grzebieniastej i górskiej.
W lutym 1945 w pobliżu rozbił się radziecki samolot ze 155 Gwardyjskiego Pułku Szturmowego.

## Literatura
- M. Boryna, M. Krzak: Co kryją Stawy Bobrowickie w Borach Dolnośląskich, Szprotawa 2017 (ISBN 978-83-946534-0-8).